# A7 (Roemenië)
De A7 of Autostradă Moldova is een snelweg in aanleg in Roemenië, die Moldavië en het oosten van Roemenië zal verbinden met Ploiești en Boekarest. De snelweg zal lopen tussen Albița, Focșani en Ploiești. De totale lengte van de snelweg zal 316 kilometer zijn. Op 2 december 2020 werd 16,3 kilometer opengesteld tussen Bacău-Sud en Bacău-Nord, op 6 november 2024 8 kilometer tussen Mândrești Munteni en Focșani Nord en op 20 november 2024 32 kilometer tussen Buzău en Râmnicu Sărat. Op 20 december 2024 werd 38 kilometer geopend van de A7 tussen Râmnicu Sărat en Focșani.